# Tmaň
Tmaň är en ort i Tjeckien.   Den ligger i regionen Mellersta Böhmen, i den centrala delen av landet, 30 km sydväst om huvudstaden Prag. Tmaň ligger 352 meter över havet och antalet invånare är 970.
Terrängen runt Tmaň är kuperad åt nordost, men åt sydväst är den platt. Runt Tmaň är det ganska glesbefolkat, med 42 invånare per kvadratkilometer. Närmaste större samhälle är Beroun, 6,9 km norr om Tmaň. Trakten runt Tmaň består till största delen av jordbruksmark.